# Al-Qunaytira
För andra betydelser, se al-Qunaytira (olika betydelser).
al-Qunaytira (arabiska: ٱلْقُنَيْطِرَة), eller al-Qunaytra (ٱلْقُنَيْطْرَة), även Quneitra och andra varianter, är en stad belägen på Golanhöjderna i sydvästra Syrien, nära gränsen till Israel. Den är de jure administrativ huvudort för provinsen al-Qunaytira, men har varit en i stort sett övergiven ruinstad sedan den förstördes av Israel 1974. Befolkningen uppgick till endast 153 invånare vid folkräkningen 2004.
Ruinstaden ligger i den sparsamt befolkade delen av den demilitariserade zonen som sträcker sig över Golanhöjderna från norr till söder. Zonen administreras och övervakas av UNDOF sedan 1 juni 1974, året efter oktoberkriget. Styrkan assisteras även av FN:s observatörsuppdrag till Mellanöstern från 1948, UNTSO.

## Historia

### Äldre historia
Bosättningar i området fanns redan på antiken som del av den romerska provinsen Syria vilken sedermera tillföll Bysantinska riket. Aposteln Paulus sägs ha passerat bosättningen på sin resa från Jerusalem till Damaskus på 30-talet e.Kr. Under 1800-talet var den etniska majoriteten tjerkesser från Kaukasus och området gynnades av sitt läge som genomfartsled för handelskaravaner. Quneitra utvecklades på de antika ruinerna kring en gammal karavanseraj. På 1880-talet rapporterades byn bestå av 260 byggnader och, undantaget inkvarterade soldater, cirka 1 300 invånare.

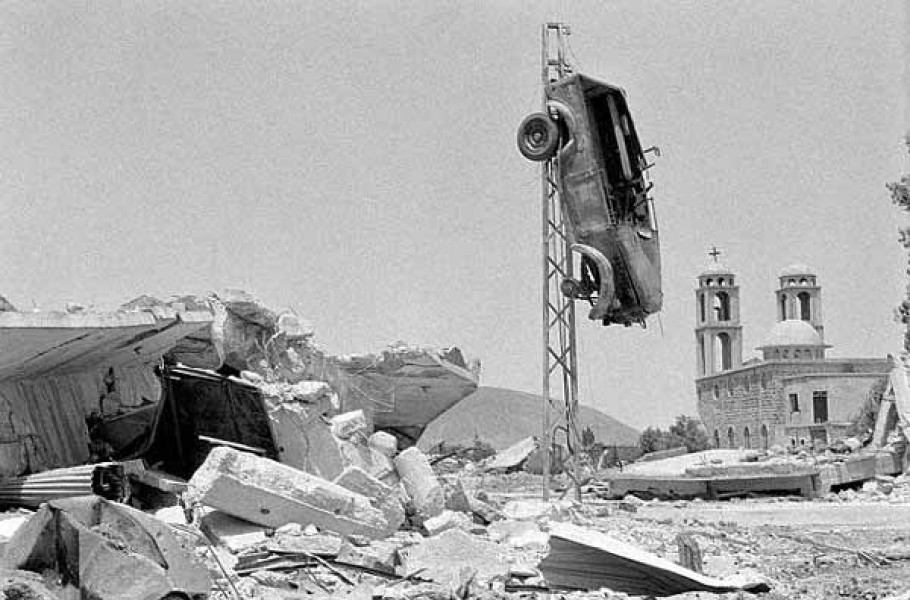
Ruinerna av Quneitra efter att israeliska armén lämnat staden 1974.

### 1900-talet
Under andra världskriget blev staden en krigsskådeplats när styrkor från Brittiska Palestinamandatet ryckte fram mot Damaskus, huvudstad i Franska mandatet för Syrien och Libanon som fram till 1941 stod under Vichyfrankrike. Vid Syriens självständighet från Frankrike år 1946 bodde i Quneitra cirka 21 000 invånare och staden blev strategiskt viktig då den bara låg ett par mil ifrån gränsen.
Quneitra ockuperades av israeliska armén i slutet av sexdagarskriget 1967 varpå en intensiv plundring av butiker och bostäder inleddes. Stadens befolkning, liksom invånare över hela Golanhöjderna, antingen evakuerades av syrisk militär eller fördrevs av de anländande israeliska trupperna vid krigsslutet. Syrien lät bombardera staden ett par gånger i början av 1970-talet. Syriska styrkor återtog staden och större delen av Golanhöjderna från Israel under en kort period i inledningen av oktoberkriget innan den israeliska motoffensiven drev dem tillbaka. I juni 1974, efter sju års ockupation, överlämnade Israel efter amerikansk medling kontroll av staden till syrisk civil administration under UNDOF som del av den demilitariserade buffertzonen på Golanhöjderna. Önskan om att istället bygga israeliska bosättningar i staden ledde till att Likud och Nationalreligiösa partiet kraftigt kritiserade återlämnandet. De israeliska trupperna lät dock riva de flesta byggnaderna i staden innan de drog sig tillbaka.

### Efter 1974
Påven Johannes Paulus II besökte al-Qunaytira år 2001 och bad i den förstörda kyrkan. De syriska myndigheterna har låtit al-Qunaytira vara kvar som en symbol för israelisk aggression mot Syrien.
En 80 km lång separationszon med al-Qunaytira i centrum övervakas från 20 permanent bemannade positioner och 11 observationsplatser samt 8 under dagtid bemannade posteringar. Patrullering med fordon och till fots sker dygnet runt. En österrikisk infanteribataljon i norr, med på senare år även ett ingående kroatiskt skyttekompani har administrerat och övervakat zonen i närmare fem år men som hemkallats med kort varsel under mars 2013 efter politisk turbulens i hemlandet. Filippinerna bidrar med en infanteribataljon placerad i södra delen av zonen. Minröjning och kartläggning av minfält sker av båda styrkorna kontinuerligt. Landminor i oländig terräng är troligtvis det största hindret för återuppbyggnad av området. Indien och Japan ansvarar för logistiken till de övervakande styrkorna. Det japanska kompaniet har dock hemkallats i december 2012 efter politiska beslut i hemlandet. Fiji skickar under juni och juli 2013 en bataljon för att fylla ut tomrummet efter Kroatiens och Japans hemkallade trupper. Tillfälligt har deras uppgifter tagits över av FN-personal från övriga ingående bataljoner och med visst stöd från UNIFIL i Libanon.
Den 6 juni 2013 attackerades den närliggande gränsövergången Quneitra av rebellstyrkor och ockuperades tillfälligt, innan den återockuperades av den syriska Baath-armén. I juli 2013 attackerade oppositionsstyrkor en militär kontrollpunkt i Quneitra, och dagen därpå attackerade de flera syriska Baath-armépositioner i Quneitra.
I augusti 2014 intog rebellstyrkor gränsövergången. En filippinsk medlem av FN:s fredsbevarande styrka (UNDOF) skadades under striderna. Som ett resultat av detta tillkännagav den österrikiska regeringen att sina trupper skulle dra sig tillbaka från FN-uppdraget.
Den 26 juli 2018 återockuperade den syriska Baath-armén staden Quneitra.
I december 2024 kom staden under israelisk kontroll.